# Didier Camilleri
Didier Camilleri, känd som Frenchy Cannoli, född 13 december 1956 i Nice i Frankrike, död 18 juli 2021 i San Francisco i USA, var en fransk-amerikansk yrkesmässig expert på cannabis.
Didier Camilleri växte upp i Nice, i Bretagne och i Gabon. Vid 17 års ålder prövade han på hasch. Vid 18 års ålder lämnade han Frankrike för resor och vistelser i Afrika, Latinamerika och framför allt i Asien under 18 år, som hippie på jakt efter den bästa hasch som fanns att få tag på. Han vistades i Marocko, Mexiko, Thailand, Nepal, Pakistan och Indien. Han tillbringade bland annat åtta cannabisväxtsäsonger under primitiva förhållanden i Parvatidalen i Indien vid foten av Himalaya. 
Under tidigt 1990-tal bodde han i Japan med sin blivande fru och sin dotter. Där arbetade han med försäljning av handväskor och antikviteter samt som översättare. År 1996 flyttade Didier Camilleri till USA, där han därefter bodde fram till sin död. Han bodde i närheten av San Francisco i Walnut Creek och senare i Richmond.
År 2005 började han producera legal hasch, efter det att cannabis för medicinskt bruk 1996 blivit lagligt i Kalifornien och började sälja till apotek. I samband med att cannabis 2016 blev lagligt i Kalifornien också som njutningsmedel, blev han aktiv som föreläsare och som lärare i hantverksmässig cannabisförädling. Han var kritisk till standarden på merparten av haschproduktionen och arbetade med kvalitetsbestämning av hashish och utarbetade former för bedömning liknande dem som utvecklats i den franska vinindustrin. Han arbetade också med marknadsföring av kvalitetscannabis från Emerald Triangle-regionen i norra Kalifornien (Mendocino County, Humboldt County och Trinity County).
Under åren 2014–2019 medverkade han regelbundet i brittiska Weed World Magazine.
Didier Camilleri var gift sedan 1997 med Kimberly Hooks, som han träffade i Nepal 1980 och hade en dotter.
Han efterlämnade vid sin död en icke färdig bok om cannabiskoncentratens historia. Strax före hans död gjordes dokumentärfilmen ”Frenchy Dreams of Hashish” (ännu inte premiärvisad i juli 2021).